# 2020 en catch
Chronologie du catch
- 2019 en catch - 2020 en catch - 2021 en catch

## Événements

### Janvier
- 4 et 5 janvier : la New Japan Pro Wrestling organise Wrestle Kingdom 14 (en)[1].

- 26 janvier : La WWE organise le pay-per-view Royal Rumble qui voit dans son main event, le Royal Rumble Match, la victoire de Drew McIntyre.

### Février
- 2 et 3 février : la New Japan Pro Wrestling organise The New Beginning in Sapporo[1].
- 11 février : la New Japan Pro Wrestling organise The New Beginning in Osaka[1].

- 16 février : La WWE organise le pay-per-view Super ShowDown (2020), à Riyad, en Arabie Saoudite, qui voit la victoire de Goldberg face à Bray Wyatt dans son main event.

### Mars
- 8 mars : La WWE organise le pay-per-view Elimination Chamber (2020), qui voit la victoire de Shayna Baszler face à 5 autres catcheuses dans son main event.

- 23 et 24 mars : la New Japan Pro Wrestling organise la New Japan Cup[1]

### Avril
- 4 et 5 avril : La WWE organise son plus grand pay-per-view de l'année, Wrestlemania 36. Cette édition est spéciale car elle se déroule pour la première fois sur deux jours. Elle voit la victoire de The Undertaker face à AJ Styles le premier soir, et la victoire de Drew McIntyre face à Brock Lesnar.

- 6 avril : la Ring of Honor et la New Japan Pro Wrestling organisent ROH/NJPW G1 Supercard[1]

- 20 avril : la New Japan Pro Wrestling organise Road to Wrestling Dontaku[1]

### Mai
- 10 mai : La WWE organise le pay-per-view Money in the Bank (2020), qui voit la victoire de Otis dans le Money In The Bank ladder match masculin et la victoire de Asuka dans le Money In The Bank ladder match féminin.

### Juin
- 14 juin : La WWE organise le pay-per-view Backlash (2020) qui voit la victoire de Edge face à Randy Orton dans le main event.

### Juillet
- 19 juillet : La WWE organise le pay-per-view Extreme Rules (2020), qui voit la victoire de Bray Wyatt face à  Braun Strowman dans son main event.

### Août
- 23 août : La WWE organise le pay-per-view SummerSlam (2020) (aussi nommé le plus gros show de l'été), et qui voit la victoire de Braun Strowman face à Bray Wyatt dans le main event.

- 30 août : La WWE organise le pay-per-view Payback (2020), qui voit la victoire de Bray Wyatt face à Braun Strowman dans le main event.

### Septembre
- 27 septembre : La WWE organise le pay-per-view Clash of Champions (2020), qui voit la victoire de Roman Reigns face à Jey Uso dans le main event.

### Octobre
- 25 octobre : La WWE organise le pay-per-view Hell in a Cell (2020), qui voit la victoire de Randy Orton face à Drew McIntyre dans le main event.

### Novembre
- 22 novembre : La WWE organise le pay-per-view Survivor Series (2020), qui voit la victoire de Roman Reigns face à Drew McIntyre dans le main event et le match nul entre la branche WWE Raw et la branche Smackdown.

### Décembre
- 20 décembre : La WWE organise le pay-per-view TLC: Tables, Ladders and Chairs (2020) qui voit la victoire de Bray Wyatt face à Randy Orton.

## Débuts
- 23 août : Dominik Mysterio, fils de Rey Mysterio, fait ses débuts face à Seth Rollins à SummerSlam (2020).

## Retraites
- 5 janvier : 
  - Jushin « Thunder » Liger[2]
  - Kevin Nash[3]
- 7 janvier : Naoki Sano (en)[4]
- 19 février : Tiger Hattori (en)[5]
- 22 février : Manabu Nakanishi[6]

- 22 novembre : The Undertaker annonce au pay-per-view Survivor Series (2020) sa retraite après 30 ans de carrière. Il laisse derrière lui 7 titres de champion du monde de la WWE, mais aussi un score de 25 victoires pour 2 défaites à Wrestlemania.

## Décès
- 11 janvier :
  - La Parka (né Jesus Alfonso Huerta Escoboza), 54 ans[7].
  - Kazuo Sakurada, mort d'une crise cardiaque à 71 ans[8].
- 15 janvier : Rocky Johnson, 75 ans[9].
- 23 janvier : Hercules Ayala (en) (né Rubén Cruz), 69 ans[10].
- 17 mai : Shad Gaspard, mort noyé à 39 ans.
- 23 mai : Hana Kimura, mort par suicide à 22 ans